# Karel II van Mecklenburg-Strelitz
Karel Lodewijk Frederik (Mirow, 10 oktober 1741 - Neustrelitz, 6 november 1816) was van 1794 tot 1815 hertog en daarna tot 1816 groothertog van Mecklenburg-Strelitz.

## Leven
Karel diende aanvankelijk in het leger van Hannover en werd daar later in dienst van zijn zwager George III gouverneur. Na de kinderloze dood van zijn oom Adolf Frederik III kwam de troon in 1752 toe aan zijn oudere broer Adolf Frederik IV. Toen deze in 1794 eveneens kinderloos stierf, kwam Karel aan de macht.
Hij voerde vernieuwingen door in de landbouw, zette een gendarmerie op, voerde de leerplicht in en deelde zijn land opnieuw in in de districten Stargard, Strelitz, Mirow en Feldberg. In 1806 trad hij toe tot de Rijnbond. Door het Congres van Wenen werd hij samen met zijn verwant hertog Frederik Frans I van Mecklenburg-Schwerin in 1815 verheven tot groothertog. Hij stierf het jaar daarop en werd opgevolgd door zijn zoon George.

## Kinderen
Karel verwekte bij zijn eerste echtgenote Frederika Caroline Louise van Hessen-Darmstadt tien kinderen:
- Charlotte Georgine Louise (1769-1818), gehuwd met Frederik van Saksen-Altenburg
- Caroline Augusta (1771-1773)
- George Karel Frederik (1772-1773)
- Theresia Mathilde Amalia (1773-1839), gehuwd met Karel Alexander von Thurn und Taxis
- Frederik George Karel (1774-1775)
- Louise (1776-1810), gehuwd met Frederik Willem III van Pruisen
- Frederika (1778-1841), gehuwd met Louis van Pruisen, later met prins Frederik Willem zu Solms-Braunfels en met Ernst August I van Hannover
- George Frederik Karel (1779-1860), groothertog van Mecklenburg-Strelitz
- Frederik Karel Ferdinand (1781-1783)
- Augusta Albertina (1782)

Na Frederika's dood hertrouwde hij met haar zuster Charlotte, die hem nog een zoon schonk:
- Karel Frederik August (1785-1837)